# Ley de Dermott
La ley de Dermott es una fórmula empírica para el periodo orbital de la mayoría de los satélites que orbitan los planetas en el sistema solar. Fue identificada por el investigador de mecánica celeste Stanley Dermott en los años 60, y toma la expresión:
{\displaystyle T(n)=T(0)\cdot C^{n}}
for {\displaystyle \scriptstyle n=1,2,3,4\ldots }
Donde T(n) es el periodo orbital del n-ésimo satélite, T(0) es del orden de días, y C es una constante del sistema de satélites en cuestión. Los valores específicos son:
- Sistema joviano:     T(0) = 0.444 d,    C = 2.03
- Sistema saturniano: T(0) = 0.462 d,    C = 1.59
- Sistema uraniano:    T(0) = 0.488 d,    C = 2.24

Tal "Ley del más fuerte" puede ser una consecuencia de modelos de colapso de nube de sistemas planetarios y de sistemas que poseen varias simetrías; ver Ley de Titius-Bode. También pueden reflejar el efecto de la resonancia conducida conmensurabilidades en los diferentes sistemas.